# Alain Boublil
Alain Boublil (Túnez, 5 de marzo de 1941) es un libretista francés. Es conocido fundamentalmente por sus trabajos en colaboración con Claude-Michel Schönberg en las comedias musicales: 
- La Revolución francesa (1973)
- Los Miserables (1980)
- Miss Saigón (1991)
- Martin Guerre (1996)
- The Pirate Queen (2006)

## Biografía
Se casa en 1969 con Françoise Pourcel, hija del director de orquesta Franck Pourcel. Gracias a ello conocerá al director artístico de Pourcel, Claude-Michel Schönberg, iniciándose así una larga colaboración.
Durante los años 1960, Alain Boublil trabaja en la casa de discos Vogue y se dedica a componer canciones. En 1972, junto a Schönberg decide escribir una comedia musical acerca de la Revolución francesa. El éxito del álbum doble La Revolución francesa con música de Schönberg y Raymond Jeannot, y cuyo texto compuso junto a Jean-Max Rivière es enorme. En 1973 se estrena el espectáculo en París.
A partir de 1978 se pone a trabajar de nuevo con Schönberg en una nueva comedia musical Los Miserables que nacerá en 1980 primero como álbum y luego como comedia musical que se estrena en París en septiembre de 1980.
En 1983 conoce a Cameron Mackintosh, con quién se iniciará en el mundo del teatro londinense: Abbacadabra, un cuento musical sobre música de ABBA. Otro disco, El cohete de Noé, sale en 1984. También trabaja junto a Schönberg en la adaptación inglesa de Los Miserables, que representará un éxito mundial en 19 países y en 14 idiomas distintos.
Participa luego en una nueva comedia musical, Miss Saigón, de nuevo junto a Schönberg, sobre textos (en inglés) de Richard Maltby Jr.. Se estrenará en 1989 en Londres. También en esta ciudad se estrenará en 1996 su siguiente comedia musical, Martin Guerre.
El último proyecto de Schönberg y Boublil es The Pirate Queen, la historia de una pirata irlandesa del Siglo XVI: Grace O'Malley. Se estrenó en Chicago en 2006.

## Obras

### Los Miserables
Los Miserables es un musical basado en la novela Los Miserables de Victor Hugo. 50 millones de persones han asistido a este espectáculo de los que 9 millones lo han hecho en Nueva York. El espectáculo se ha traducido a 20 idiomas, entre ellos el español.

### Miss Saigón
El estreno de Miss Saigón fue en el teatro de Drury Lane el 20 de septiembre de 1989 y se ha representado durante diez años consecutivos. También se ha representado en otros nueve países. Ha sido vista por más de 28 millones de espectadores.

## Premios y distinciones
Premios Óscar
| Año  | Categoría                          | Canción    | Película       | Resultado |
| ---- | ---------------------------------- | ---------- | -------------- | --------- |
| 2013 | Mejor película en habla no inglesa | «Suddenly» | Les Misérables | Nominado  |